# Vincent de Paul Lunda Bululu
Vincent de Paul Lunda Bululu, né le 15 octobre 1942 à Sakania dans le sud du Katanga, est un homme politique de la république démocratique du Congo (RDC). Lunda Bululu est professeur à la faculté de droit de l'université de Kinshasa et à l'université de Lubumbashi.
Il a été conseiller au bureau de Affaires étrangères en 1984, Secrétaire général de la Communauté économique des États de l'Afrique centrale (CEEAC), en 1984 et pour un deuxième mandat en 1989, Premier ministre du Zaïre, au début de la période de transition, du 4 mai 1990 jusqu'à sa démission le 1er avril 1991, ministre de Affaires étrangères de 1994 à 1996 dans le premier Gouvernement Kengo. En 2006, il se présente comme candidat à l’élection présidentielle congolaise de juillet 2006.
Après avoir fait partie de l'AFDL, il se joint au nouveau parti du Rassemblement congolais pour la démocratie en 1998. En 2001 il rejoint le Mouvement de libération du Congo de Jean-Pierre Bemba, et devient député dans le dialogue intercongolais et commissaire général aux institutions et droits humains, pour démissionner de ce poste en décembre 2004.